# 托莱尼奥
托莱尼奥（義大利語：Tollegno），是意大利比耶拉省的一个市镇。总面积3平方公里，人口2669人，人口密度889.7人/平方公里（2009年）。ISTAT代码为096068。